# Vitus Seipel
Vitus Seipel (auch Veit Seipel, tschechisch Vít Seipel; * 21. Dezember 1650 in Landeck, Grafschaft Glatz; † 9. März 1711 in Prag) war ein deutscher Prämonstratenser, Abt des Klosters Strahov sowie Weihbischof und Generalvikar des Erzbistums Prag.

## Leben
Vitus Seipel, dessen Geburtsort zur böhmischen Grafschaft Glatz gehörte, trat am 11. Februar 1674 in das Prager Prämonstratenserkloster Strahov ein. Dort empfing er am 5. März 1678 die Priesterweihe. Nach dem Tod des Strahover Abtes Hyacinth Homann 1690 wurde er zu dessen Nachfolger gewählt. Am 29. Juni des Jahres erteilte ihm Erzbischof Johann Friedrich von Waldstein das Recht, bischöfliche Insignien zu tragen.
1699 wurde Seipel vom Prager Erzbischof Johann Joseph von Breuner zum Weihbischof geweiht. In dessen Auftrag unternahm er 1701 eine Visitations- und Firmungsreise durch die Grafschaft Glatz, wo er unter anderem am 7. August des Jahres die neu errichtete Mariä-Geburt-Kirche in seiner Geburtsstadt Landeck, am 11. August des Jahres die Franz-Xaver-Kapelle in Grafenort und am 22. August des Jahres die bis dahin errichteten Kapellen des Albendorfer Kalvarienberges weihte. 1708 weihte er die Kirche Maria vom Siege am Weißen Berg. 1709 stieg er zum Prager Generalvikar auf.